# Martin-chasseur tacheté
Actenoides lindsayi
Espèce
Statut de conservation UICN

 LC  : Préoccupation mineure
Le Martin-chasseur tacheté (Actenoides lindsayi) est une espèce d'oiseau de la famille des Alcedinidae, vivant aux Philippines.